# Borstige Glockenblume
Die Borstige Glockenblume (Campanula cervicaria) ist eine Pflanzenart aus der Gattung der Glockenblumen (Campanula) innerhalb der Familie der Glockenblumengewächse (Campanulaceae).

## Merkmale
Die Borstige Glockenblume ist eine zweijährige bis ausdauernde Pflanze und erreicht Wuchshöhen von 40 bis 80 cm. Sie bildet dickfleischige, tiefreichende Wurzeln. Die Spreiten der Grundblätter so wie die Blätter im unteren Stängelbereich haben eine länglich-lanzettliche Blattform, sie sind in der Mitte am breitesten und verschmälern sich in den geflügelten Blattstiel. Die Blätter wie der Stängel sind steif borstig behaart. Die oberen Stängelblätter sind eilanzettlich und sitzend.

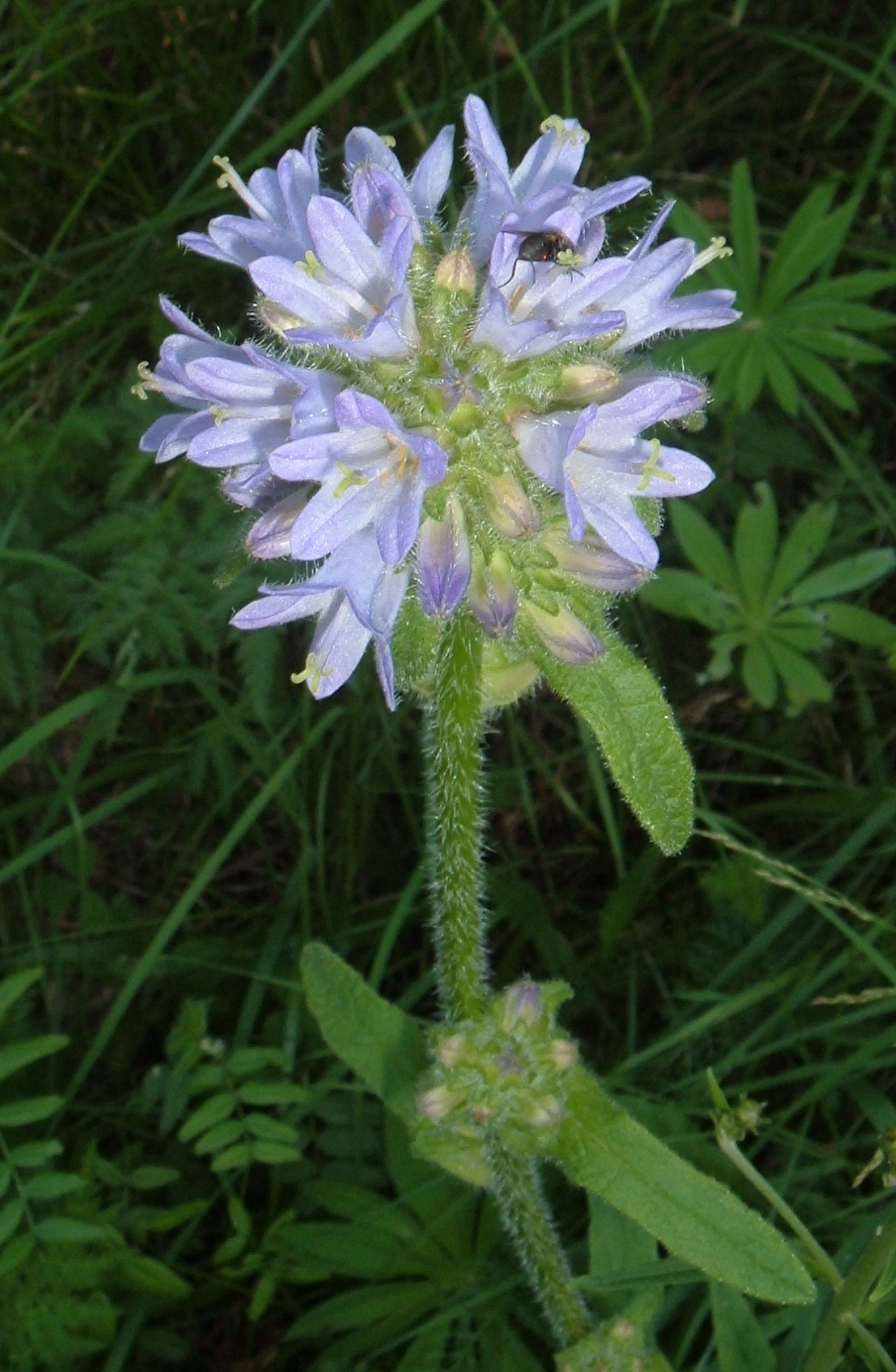
Blütenstand

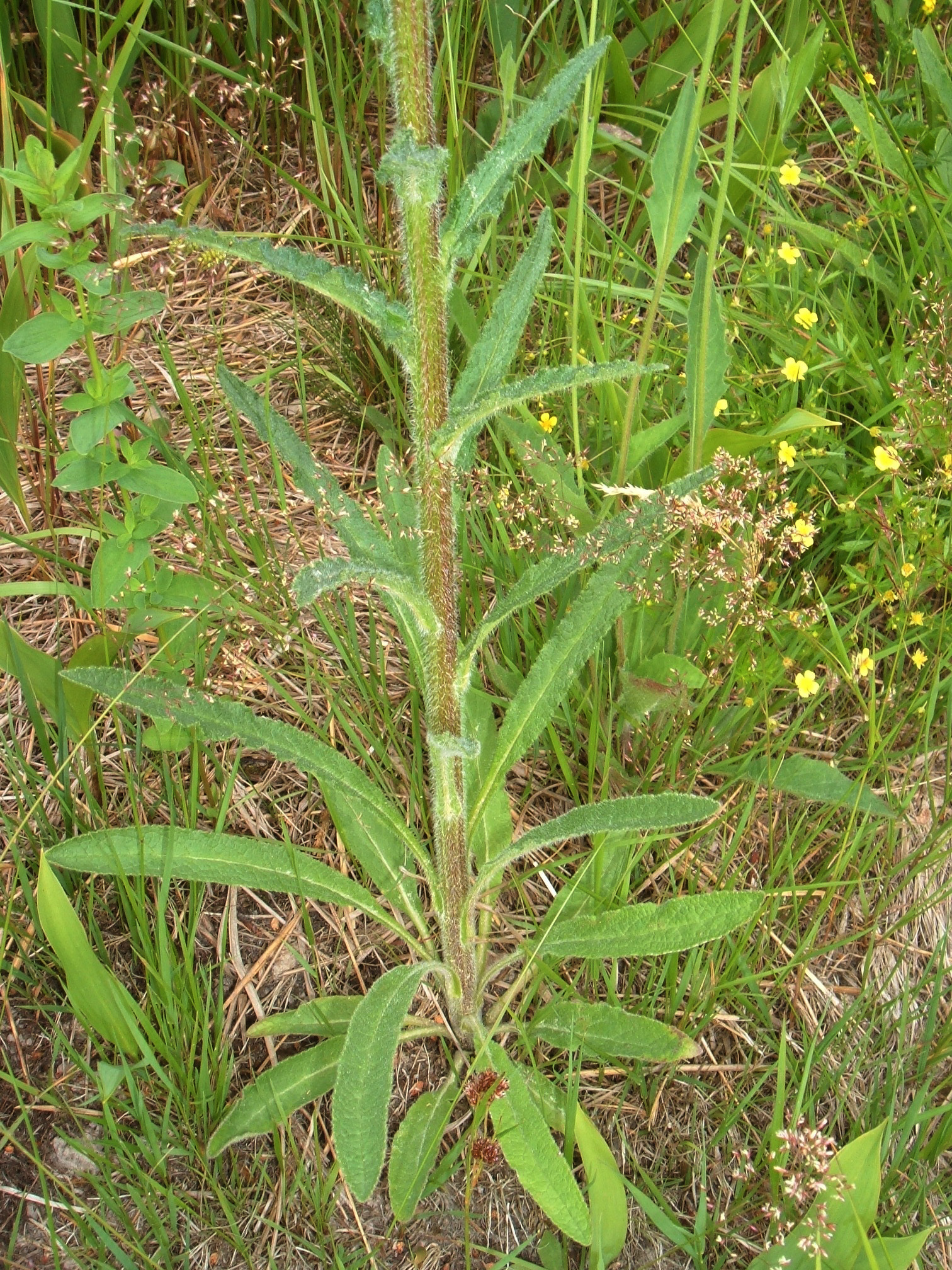
Stängel und Blätter

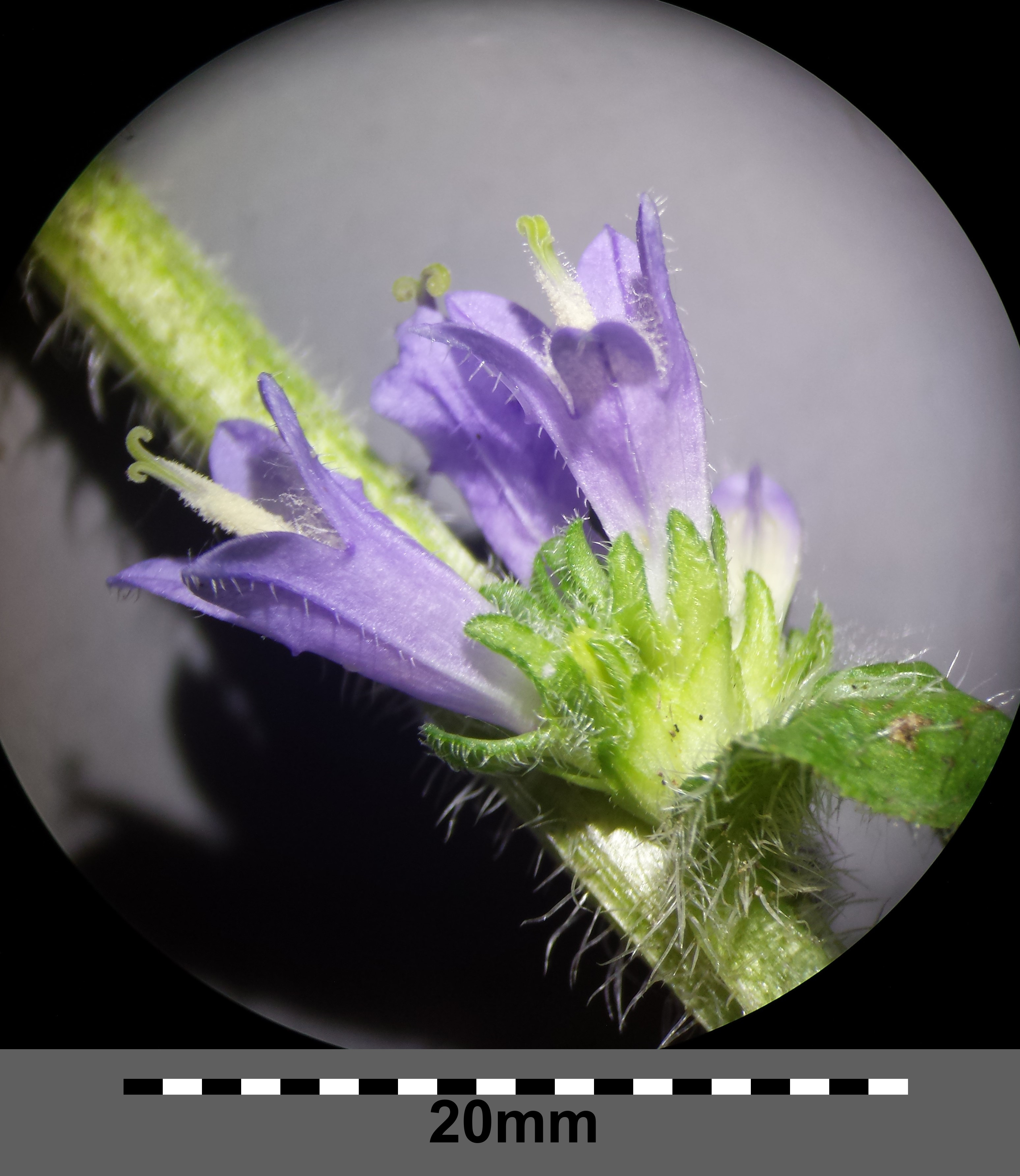
Blüten

Der Blütenstand besteht aus einem köpfchenartigen, endständigen Blütenknäuel und tiefer gelegen weiteren, aber wenigblütigen Teilblütenständen. Die Blüten sind hellblau, 12 bis 20 mm lang und haben eine Trichter- bis Glockenform. Sie sind heller blau als bei der Knäuel-Glockenblume (Campanula glomerata). Sie sind sitzend und außen behaart. Die Kelchblätter sind weniger als halb so lang wie die Kronröhre, schmal eiförmig, stumpf und behaart. Die Buchten zwischen den Kelchzipfeln sind ebenfalls stumpf und besitzen keine Anhängsel. Der Griffel ragt meistens aus der Krone hervor. Blütezeit ist Juni und Juli, die Bestäubung erfolgt vorwiegend durch Bienen (Melittophilie). Die Frucht ist eine vielsamige Kapsel, steht aufrecht, ist behaart und öffnet sich nahe dem unteren Ende mit drei Poren.
Die Chromosomenzahl beträgt 2n = 34.

## Verbreitung und Standorte
Das Areal der Borstigen Glockenblume reicht von Europa bis Westsibirien und zur Mongolei. In Europa kommt sie in fast allen Ländern vor und fehlt nur in Portugal, Großbritannien, Irland, den Niederlanden, Island und Nordmazedonien. In Finnland kommt sie nur eingeschleppt vor, in Luxemburg ist sie ausgestorben. In Deutschland gilt sie als vom Aussterben bedroht. Sie ist in Deutschland gesetzlich geschützt. In Österreich ist sie selten, als gefährdet eingestuft und kommt nur in Burgenland, Niederösterreich, Steiermark und Kärnten vor. In der Schweiz kommt sie fast nur im Mittelland vor und gilt bundesweit als stark gefährdet.
Die Borstige Glockenblume wächst auf feuchten Wiesen, an Säumen und in lichten Wäldern. Sie kommt vorwiegend auf wechselfrischen, eher kalkhaltigen Böden der collinen bis montanen Höhenstufe vor. Sie kommt vor in Gesellschaften der Verbände Molinion, Geranion sanguinei, Carpinion oder der Ordnung Quercetalia pubescentis. Die ökologischen Zeigerwerte nach Landolt et al. 2010 sind in der Schweiz: Feuchtezahl F = 3w+ (mäßig feucht aber stark wechselnd), Lichtzahl L = 3 (halbschattig), Reaktionszahl R = 4 (neutral bis basisch), Temperaturzahl T = 4 (kollin), Nährstoffzahl N = 3 (mäßig nährstoffarm bis mäßig nährstoffreich), Kontinentalitätszahl K = 4 (subkontinental).

## Taxonomie
Die Borstige Glockenblume wurde 1753 von Carl von Linné in Species Plantarum Band 1 Seite 167 als Campanula cervicaria erstbeschrieben. "Cervicaria" war die Bezeichnung einer Pflanze, die gegen Halsschmerzen angewandt wurde. Das verbindet sie mit dem Halskraut (Trachelium) und mit der Nesselblättrigen Glockenblume (Campanula trachelium).